# COGMNA
Konferencija velikih majstora slobodnih zidara u Sjevernoj Americi   (engl. Conference of Grand Masters of Masons in North America), skraćeno COGMNA, je međunarodna, nevladina  i neprofitna udruga koja okuplja slobodnozidarske velike lože u Sjevernoj Americi koje pripadaju regularnom ustroju. Konferencija predstavljaju oko 2 milijuna slobodnih zidara u Sjevernoj Americi.
Regularne velike lože u Americi koje pripadaju slobodnom zidarstvu Princa Halla imaju svoju odvojenu organizaciju.

## Povjerenstvo za informiranje o priznavanju
Povjerenstvo za informiranje o priznavanju (Commission on Information for Recognition) je neovisno tijelo koje prikuplja, uspoređuje i povremeno revidira informacije o velikim ložama u drugim zemljama za potrebe velikih loža u Konferenciji. Povjerenstvo niti savjetuje niti daje preporuke za priznanje bilo koje velike lože već samo ukazuje zadovoljava li ne zadovoljava određena velika loža uvjete regularnosti. Uspostavljeno je 1951. godine.
Standardi za priznavanje usvojeni su 1952. godine. Ovo se smjernice koriste za ocjenu regularnosti pojedine velike lože te se time određuje je li vrijedna razmatranja za priznanje od strane članica Konferencije. Standardi za priznavanje se u osnovi mogu sažeti na sljedeće:
1. legitimnost podrijetla – konkretno: osnovana pod okriljem druge regularne velike lože od najmanje tri lože;
2. isključiva teritorijalna nadležnost, osim u slučaju uzajamnog pristanka i/ili sporazuma;
3. poštivanje drevnih međaša – konkretno: vjerovanje u Vrhovno biće, Svezak svetog zakona kao dio postavke lože te zabrana rasprava o religiji i politici (unutar lože).

## Ustroj
Sjedište Konferencija je u Dousmanu, Wisconsin.
Konferencija se sastaje jednom godišnje, svake treće subote u veljači.

### Članstvo
U 2024. godini, članstvo Konferencije čine 61 velika loža, od toga 52 su u Sjedinjenim Američkim Državama (uključujući Distrikt Columbia i Portoriko), sedam u Kanadi, te po jedna iz Meksika i Njemačke.
- Velika loža Alberte
- Velika loža Britanske Kolumbije i Yukona
- Velika loža Manitobe
- Velika loža Newfoundlanda i Labradora
- Velika loža Kanade u pokrajini Ontario
- Velika loža Quebeca
- Velika loža Saskatchewana
- Američko-kanadska velika loža
- Jorčka velika loža Meksika
- Velika loža Portorika
- Velika loža Alabame
- Velika loža Aljaske
- Velika loža Arizone
- Velika loža Arkansasa
- Velika loža Connecticuta
- Velika loža Distrikta Columbia
- Velika loža Delawarea
- Velika loža Floride
- Velika loža Georgije
- Velika loža Havaja
- Velika loža Idaha
- Velika loža Illinoisa
- Velika loža Indiane
- Velika loža Iowe
- Velika loža Južne Dakote
- Velika loža Južne Karoline
- Velika loža Kansasa
- Velika loža Kalifornije
- Velika loža Kolorada
- Velika loža Kentuckyja
- Velika loža Louisiane
- Velika loža Mainea
- Velika loža Marylanda
- Velika loža Massachusettsa
- Velika loža Michigana
- Velika loža Minnesote
- Velika loža Mississippija
- Velika loža Missourija
- Velika loža Montane
- Velika loža Nebraske
- Velika loža Nevade
- Velika loža New Hampshirea
- Velika loža New Jerseyja
- Velika loža Države New York
- Velika loža Novog Meksika
- Velika loža Ohija
- Velika loža Oklahome
- Velika loža Oregona
- Velika loža Pennsylvanije
- Velika loža Rhode Islanda
- Velika loža Sjeverne Dakote
- Velika loža Sjeverne Karoline
- Velika loža Tennesseeja
- Velika loža Teksasa
- Velika loža Utaha
- Velika loža Vermonta
- Velika loža Virginije
- Velika loža Washingtona
- Velika loža Wisconsina
- Velika loža Wyominga
- Velika loža Zapadne Virginije

## Povezane organizacije
Konferencija je povezana sa sljedećim udrugama:
- Udruga masonske službe Sjeverne Amerike (Masonic Service Association of North America)[5]
- Nacionalna masonska zaklada za djecu (National Masonic Foundation for Children)[6]
- Nacionalni masonski spomen dom "George Washington" (George Washington National Masonic Memorial)[7]

## Vanjske poveznice
- Službena stranica
- Commission on Information for Recognition